# Tarka aprómoly
A tarka aprómoly (Pseudopostega crepusculella) a valódi lepkék alrendjébe tartozó   Aprómolyfélék (Opostegidae) családjának egyik, hazánkban is előforduló faja.

## Elterjedése, élőhelye
Közép-Európától Kis-Ázsiáig él; hazánkban is több helyen előfordul.

## Megjelenése
A lepkék hosszú időn át (július–szeptember) nappal rajzanak főleg a vízpartokon, a füzek körül – időnként tömegesen is. Az imágó szárnya piszkossárga, jellegzetes, sötétebb színű rajzolattal. Életmódja és tápnövénye ismeretlen.

## Külső hivatkozások
- Mészáros Zoltán – Szabóky Csaba: A magyarországi molylepkék gyakorlati albuma. Budapest: Agroinform. 2005.  arch Hozzáférés: 2018. április 6. (PDF)